# 祗林寺
祗林寺（しりんじ、キリムサ、기림사）は、慶尚北道慶州市にある仏教寺院。韓国仏教界の最大勢力である曹渓宗（大韓仏教曹渓宗）の第18教区本寺である仏国寺の末寺である。日本統治時代は、朝鮮三十一本山の一つだった。

## 歴史
天竺人の光有が林井寺を創建したことをもって、祗林寺の創建としているが、創建年は不詳である。
643年（新羅善徳女王12年）に華厳宗の僧侶の元暁が再建し、林井寺を祗林寺に改名した。
新羅の神文王（在位681年 – 692年）が東海で海龍に化した父文武王(在位661年 - 681年)から萬波息笛という笛を得て、王宮に帰る途中、祗林寺の西側の小川のほとりでしばらく休んだという記述が、『三国遺事』の中にある。なお祗林寺は文武王陵の近くにある。
李氏朝鮮の太宗による1407年（太宗7年）の仏教弾圧の際、存続を許された88寺院の中に祗林寺の名前はなく、廃寺になったようである。 世宗による1424年（世宗6年）の仏教弾圧の際は、存続を許された36寺院の中に祗林寺は含まれ、禅宗の18寺院の一つとして存続した（朝鮮の仏教#李氏朝鮮時代の仏教弾圧）。
1592年（宣祖25年）から1598年（宣祖31年）に行われた日明戦争のさい、祗林寺は戦略的要衝で僧兵や義兵の拠点になった。なおこの時焼失したという記録はない。
1863年（哲宗14年）の火災で多くの建物が焼失したが、1629年（仁祖7年）建立の大寂光殿は焼失を免れた。
日本統治時代の1911年、寺刹令施行規則（7月8日付）によって、朝鮮三十本山に指定された（1924年以降は朝鮮三十一本山）。仏国寺は祗林寺の末寺だったが、現在は立場が逆転している。

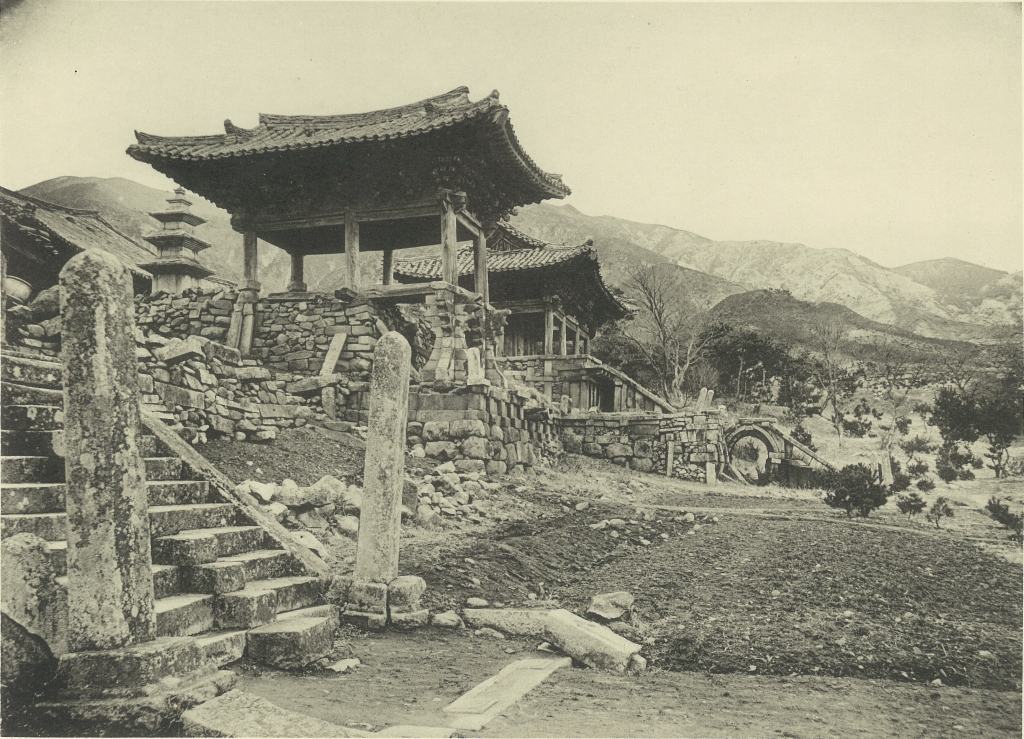
祗林寺の末寺だった頃の仏国寺（1914年撮影）

## 文化財[1]
- 大寂光殿（宝物第833号） 
  - 1997年に行われた解体工事の際に発見された墨書銘によると、1629年（崇禎2年）に5度目の重修が行われ、1755年（乾隆20年)に改造重修が行われ、1785年（乾隆50年）に第6重創が行われ、1978年に第7重修が行われたと書かれていた。
- 乾漆菩薩半跏像（宝物第415号）
- 塑造毘廬遮那三仏坐像（宝物第958号）
- 塑造毘廬舍那仏腹蔵典籍（宝物第959号）